# 墨西哥魣鱂
墨西哥魣鱂為輻鰭魚綱鯉齒目鯉齒亞目花鳉科的其中一種，分布於中美洲墨西哥Ciudad Veracruz至哥斯大黎加的淡水流域，體長可達20公分，棲息在雜草叢生的溪流、渠道，能容忍鹽度的變化，屬肉食性，可作為觀賞魚。